# Pelotas de cocido en dulce

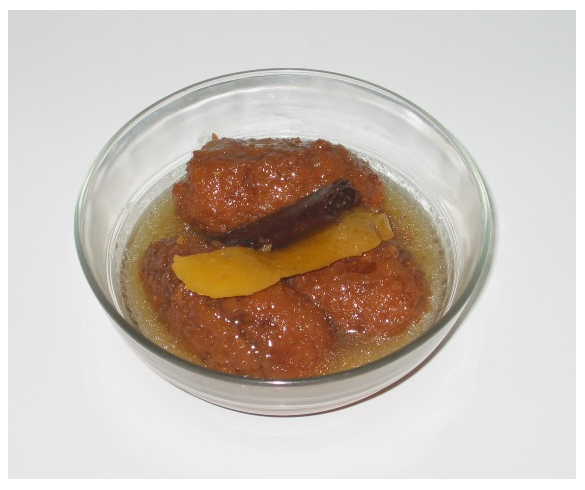
Pelotas de cocido en dulce

Las pelotas de cocido en dulce, también conocidas como pelotas, pelotillas o bocaíllos, es un postre típico de varios pueblos de la serranía baja conquense y de la comarca Requena-Utiel en España. Este plato suele elaborarse en Semana Santa y servirse templado o frío.

## Elaboración
Se pone el pan a remojo, y después se escurre, echándole seguidamente los huevos. Después con una cuchara se van haciendo las pelotas. Aparte se prepara una sartén de aceite y se van friendo. A continuación se pone al fuego una cazuela con agua, y cuando empieza a hervir se echan las pelotas, junto con un kilo de azúcar, el aceite de freírlas, la ralladura de un limón y un pellizco de canela. Se dejan hervir hasta que estén esponjosas. Se sirven templadas o frías.